# Irma Blank
Irma Blank (* 1934 in Celle, Deutschland; † 14. April 2023 in Mailand) war eine deutsch-italienische Malerin und Grafikerin.

## Leben und Werk
Die 1934 in Celle geborene Künstlerin Irma Blank arbeitete mit Schrift, die bei ihr zum Bild wurde. Sie materialisierte Sprache in Grafiken und Malereien. In den 1970er Jahren arbeitete Blank mehrfach mit Mirella Bentivoglio zusammen. Sie wanderte 1955 nach Italien aus und lebte ab 1973 in Mailand.
Von 2019 bis 2022 fand eine große Retrospektive statt, kuratiert von Johana Carrier und Joana P.R. Neves. Zu sehen war sie 2019 im Culturgest, Lissabon und Mamco, Genf; 2020 im CAPC, Bordeaux; CCA und Bauhaus Foundation, Tel Aviv, 2021 im Museo Villa dei Cedri, Bellinzona; Bomba Gens Centre d’Art, Valencia sowie 2022 im ICA Milano, Mailand. Dazu erschien 2019 eine umfassende Monografie bei Walther König, Köln.
Sie verstarb am 14. April 2023 in ihrer Wahlheimat Mailand.

## Ausstellungen (Auswahl)
- 1977: documenta 6, Kassel
- 1978: Biennale Venedig, Venedig
- 1979: Münster, Westfälischer Kunstverein
- 1981: XVI Biennale von São Paulo
- 1989: Irma Blank. Konfrontationen 1974–1989 Bonner Kunstverein
- 1992: Folkwangmuseum, Essen
- 1997: Augenzeugen Die Sammlung Hanck Museum Kunst Palast, Düsseldorf
- 2010: Centre Pompidou, Paris
- 2011: Irma Blank & Silvie Defraoui: Writings Galleria Michela Rizzo, Venedig
- 2012: Le mie parole, e tu? Galleria dell'Incisione, Brescia
- 2013: Senza Parole P420[5]
- 2021: Museo Villa dei Cedri, Bellinzona[6]